# Janusia mexicana
Janusia mexicana är en tvåhjärtbladig växtart som beskrevs av T. S. Brandeg.. Janusia mexicana ingår i släktet Janusia och familjen Malpighiaceae. Inga underarter finns listade i Catalogue of Life.